# Apartheid
Apartheid ali apárthajd (dobesedni pomen v angleščini in afrikanščini ločenost) je bila politična doktrina, s katero je vlada Južnoafriške republike imenovala svoj sistem rasne segregacije, zatiranja in izkoriščanja od leta 1948 do 1994. Ta sistem je belcem, ki predstavljajo manj kot petino prebivalstva, omogočal, da so vodili politiko Južnoafriške republike.

## Ozadje
Po spopadu med Združenim kraljestvom in Nizozemsko na področju Južne Afrike so si Buri izborili pravno avtonomijo ločeno od Commonwealtha. Afriški priseljenci, Afrikanerji so ohranjali oblast nad kmetijstvom in uporabljali delavce iz okolja za poceni delo. Južnoafriška politika se je na drugi strani ukvarjala z dvigom pravic različnim manjšinam. Gandhi, Lutuli sta dvigovala pravice svoji skupnosti, indijski delavci so bili sorazmerno velika skupina delavcev v Južni Afriki. Po burskih vojnah so se izgubljali razlogi za ohranjanje prej zelo ostre ureditve segregacije, četudi so Nizozemci bili zelo dosledni pri ohranjanju dolgoletne ureditve. 
Po drugi svetovni vojni se je Indija osamosvojila, OZN je dvigovala vsem državam pravice in apartheid je pričel postajati problematičen za idejo socializma. V zgodnjih 1950ih so zaprli precej upornikov. Mešane družine so bile prepovedane pod grožnjo zaporne kazni. Okoli 4000 prebivalcev v pokrajini Cape so imeli glasovalno pravico, a so lahko glasovali le za belega kandidata. Sedem predstavnikov je zastopalo demokratično večinsko temnopolto večino. Delodajalec je izdal upravno dovoljenje za selitev, stanovanje, bivanje in potovanje v mraku. Predvidevalo se je zlohotno delovanje in razmeroma ostro kaznovalo kršitve, beli manjšini je pripadalo 90.4% ozemlja. 

## Značilnosti
Pod apartheidom so bile svoboda gibanja ter politično in socialno-ekonomske pravice črnskega prebivalstva močno omejene. Bela manjšina je razpolagala z večino zemlje. Afričani so morali živeti v rezervatih, ki so jim dodeljeni, ti so predstavljali manj kot 13 odstotkov državnega ozemlja.
Apartheid je bil takrat osnova južnoafriške ekonomske in politične ureditve. Gospodarstvo je cvetelo na račun izkoriščanja poceni afriške delovne sile, zaposlene v tovarnah in podjetjih v lasti belcev in tujih družb. Afričani so garali za mezde, ki so jim omogočale zgolj siromašno življenje.
Odkar so se v Afriki živeči Buri in angleško govoreče prebivalstvo z Aktom iz leta 1909 združili v Zvezo Južne Afrike, so belci sledili politiki rasnega razlikovanja. Ko je leta 1948 oblast prevzela narodna stranka, je apartheid postal uradna državna politika. Voditelji južnoafriške vladajoče stranke so trdili, da morajo biti rase ločene in njihovi kontakti omejeni na najmanjšo možno mero, da se izognejo konfliktom, ki jih povzroča t.i. ločeni razvoj različnih skupin, ter nadaljujejo beli nadzor in oblast nad »temnopoltimi rasami, ki so na nižji razvojni stopnji civilizacije«.
Bivši južnoafriški ministrski predsednik Hendrik F. Verwoerd je leta 1963 v skupščinskemu domu izjavil: »Če se omejimo na najpreprostejšo obliko problema, je ta nič drugega kot to: mi hočemo Južno Afriko obdržati belo... 'obdržati jo belo' lahko pomeni samo eno, to je bela oblast - ne 'nadzorstvo' ali 'vodstvo' temveč 'kontrola' in 'nadoblast'«. Narava segregacije je bilo gradnja popolnoma ločenih javnih sistemov, dve izvedbe stranišč, dve izvedbe šolstva, dve izvedbe športnih tekmovanj, posebne pipe, posebne menze, posebne kuhinje, posebni prostori, posebni časopisi, posebna kultura. Učitelj se je lahko učil dodatno, bolj precizno in bolj izučeno, a učenci so bili fizično ločeni. 
Vedno bolj se dvigujejo standardi življenja, a tudi nasilno upiranje neenakopravnem odnosu do manjšin.  

## Stališče Združenih narodov do apartheida
Generalna skupščina Združenih narodov je apartheid obsodila kot zločin proti človeštvu. Varnostni svet ga je opisal kot »nagnusnega za zavest človeštva«. Apartheid so obsodila vsa telesa Združenih narodov, ki imajo na skrbi vprašanja človekovih pravic, rasne diskriminacije ter dekolonizacije in skoraj vse državne članice Združenih narodov. V času hladne vojne je bila segregacija pomembna ovira pri izobraževanju prebivalstva.
Generalna skupščina je razglasila, da je politika, ki temelji na rasni diskriminaciji in rasni vzvišenosti »vredna preziranja in nerazdružljiva s pojmom človekovega dostojanstva«. »Rasna diskriminacija in apartheid predstavljata resen zadržek ekonomskemu in socialnemu razvoju in ovirajo mednarodni mir za sodelovanje«.

## Reforme in ukinitev apartheida
Dolgoletni predsednik Botha je pričel z nekaterimi reformami, a je hkrati ohranjal zelo močno vojaško prisotnost. Zgodaj leta 1989 ga je prizadela kap in umaknil se je februarja F. W. de Klerku. Novi predsednik je veljal za podobno konzervativnega, a je imel nekaj pozitivnih simpatij zaradi dela v Transvaalu, kjer je uspešno zagovarjal reševanje sporov v imenu apartheida. A ob nastopu funkcije je odločno zastopal odstop od 30-letne ureditve, ki je prepovedovala politične organizacije kot so Južnoafriška komunistična stranka, Afriški nacionalni kongres, Panafriški kongres, Demokratična fronta. Zelo zgodaj je tudi spustil Nelsona Mandelo iz zapora, opustil uvedbo smrtne kazni in sprostil medijsko svobodo. Zaradi OZN so opustili tudi nekatere dejavnosti na meji z Namibijo, Angolo. Namibija je postala neodvisna 21. marca 1990. 

### Pogajanja
Več kot eno leto so se nadaljevala pogajanja med vlado in Afriškim nacionalnim kongresom. Po umiku Kube, ki je pomagala z vojsko nasprotnikom Južne Afrike, in razmeroma mirnih razmerah so bile opravljena opravila za oblikovanje neke tranzicije, po katerih bi sledile nove volitve pod novimi pogoji, ki bili primerni za državo. Zakonodaja, ki je urejala apartheid, je prenehala veljati leta 1991.
Največ pomislekov je bilo o morebitnih nasilnih izbruhih po koncu tranzicije. Vlada je dobila navedeni seznam zapornikov, ki so bili šteti za politične zapornike, in je te izpustila z amnestijo. Oblikovala se je konvencija intelektualcev vseh vodij države, ki so se zaprisegli enotni nerazdeljeni državi. Konvencija CODESA se je zavezala oblikovati rešitve večrasne vlade in oblikovanju nove ustave. Zaradi zadržkov je De Klerk razpisal referendum o nadaljevanju pogajanj leta 1992 in uspel zadržati zaupanje bele večine 60%. Nadaljevanje pogajanja je prineslo na ulice nekaj nasilja in sporov med novo osvobojenim temnopoltim strankam. CODESA II, konvencija po referendumu, je izostrila marsikatere težave ob novi ustavi. Nastali so tudi medplemenski konflikti, ki so z ustavo postali vedno bolj sestavni del državne ureditve sodelovanja. Dva pokola sta popolnoma ustavila in spremenila pogajanja. CODESA se je ponovno ustavila, plemenske skupnosti so poskušale ustaviti smrtne žrtve. Ob prenehanju CODESE se je zgodil napad obrambnih sil na protestnike ANK 7.septembra 1992, ubitih je bilo 29 ljudi, poškodovani 200. Mandela in De Klerk sta vidno posegla v javni prostor in vztrajala na vrnitev pogajanj. 
Pred dokončno tranzicijo se je zgodil še zadnji omembe vreden obračun. Poljski antikomunist Janusz Waluś je ubil pomembnega predstavnika Južnoafriške komunistične stranke Chrisa Hanija 10.aprila 1993 v Johannesburgu. Nasilnih dogodkov s smrtnimi primeri je še nekaj do volitev 1994. Po volitvah so zamenjali himno in zastavo. Od leta 2019 je javno prikazovanje stare zastave iz obdobja 1928–1994 prepovedano in velja za sovražni govor.
Po volitvah je postal prvi nebeli predsednik Nelson Mandela. Tako De Klerk kot Mandela sta bila tedaj nagrajena z Nobelovo nagrado za mir.